# Sabellidae
Sabellidae är en familj av ringmaskar. Sabellidae ingår i ordningen Sabellida, klassen havsborstmaskar, fylumet ringmaskar och riket djur. Enligt Catalogue of Life omfattar familjen Sabellidae 565 arter. 

## Bildgalleri

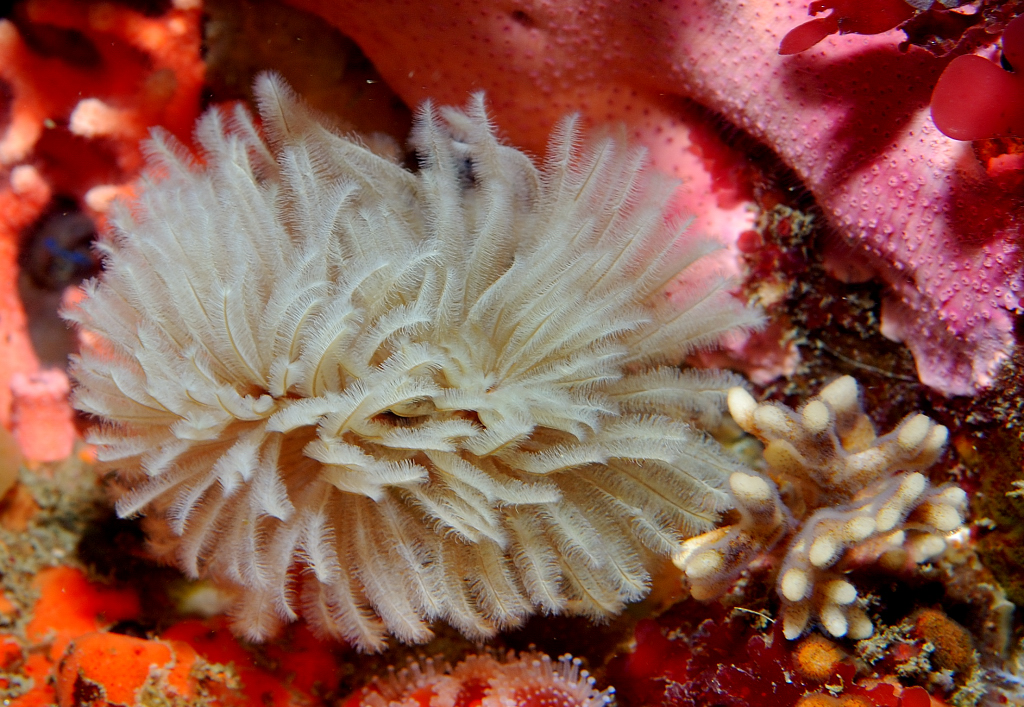
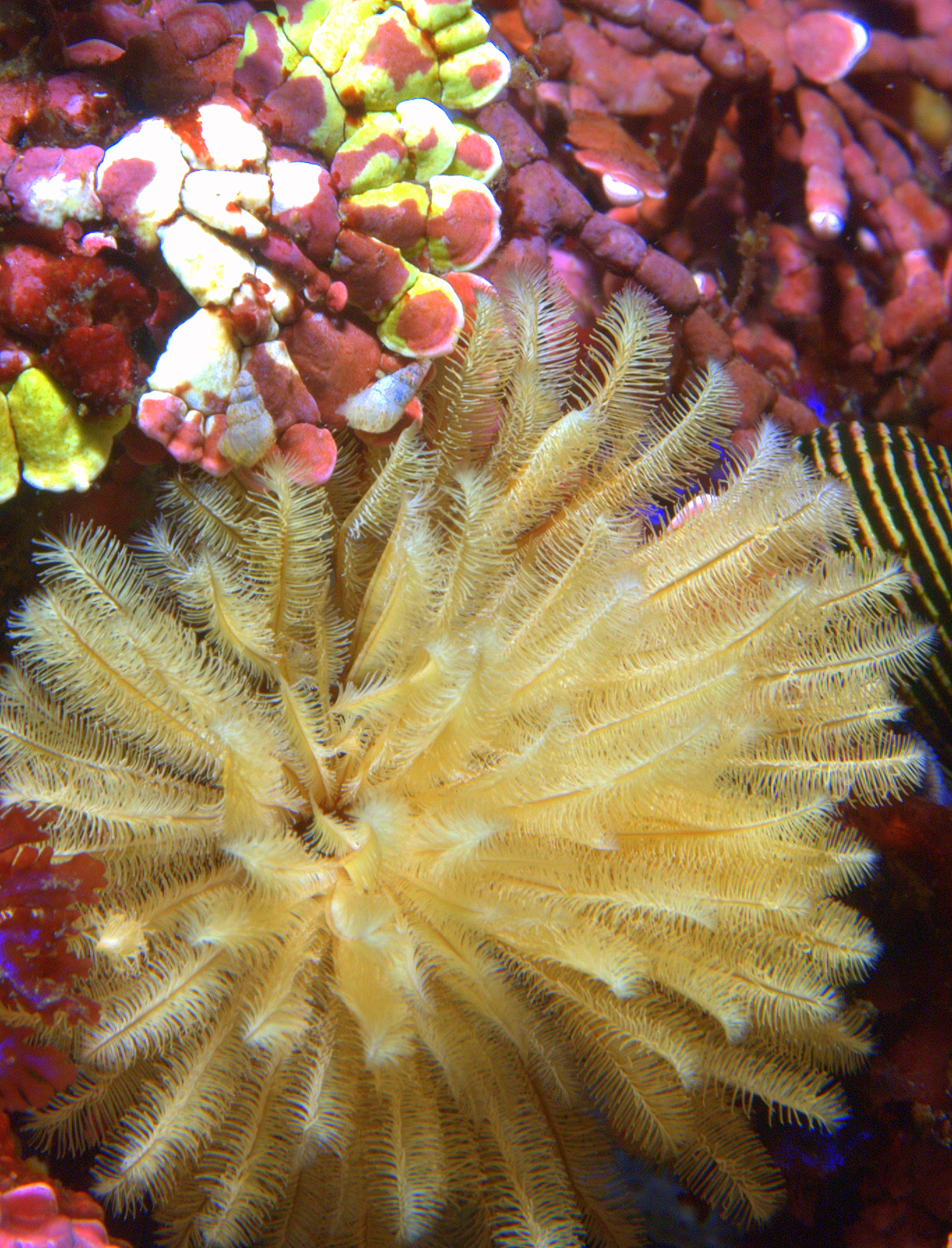
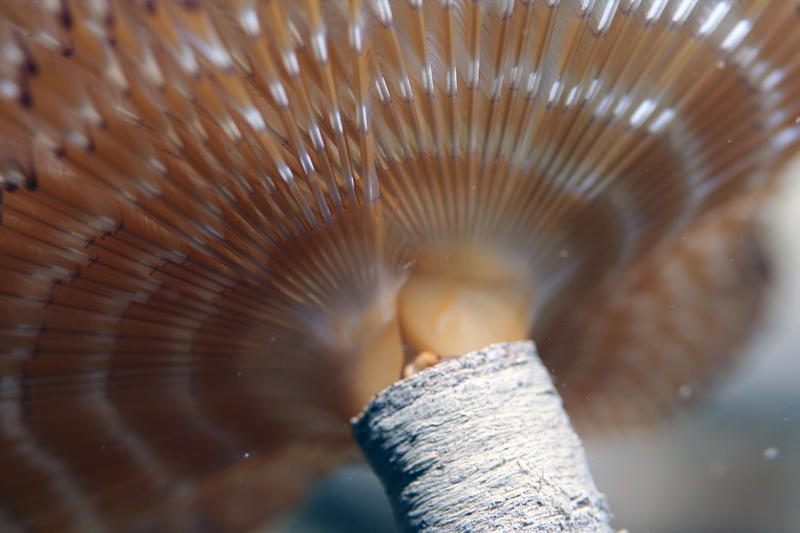
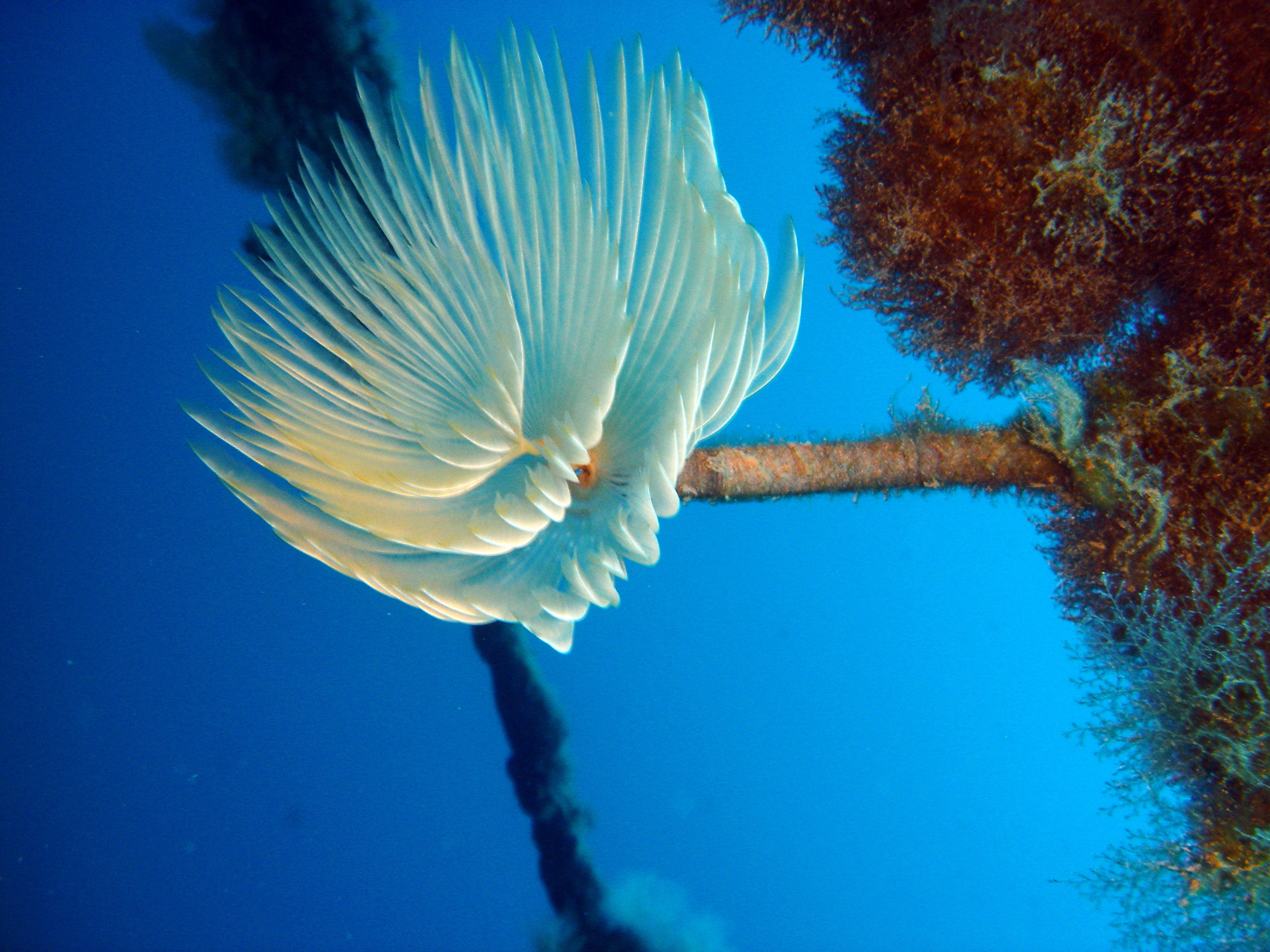
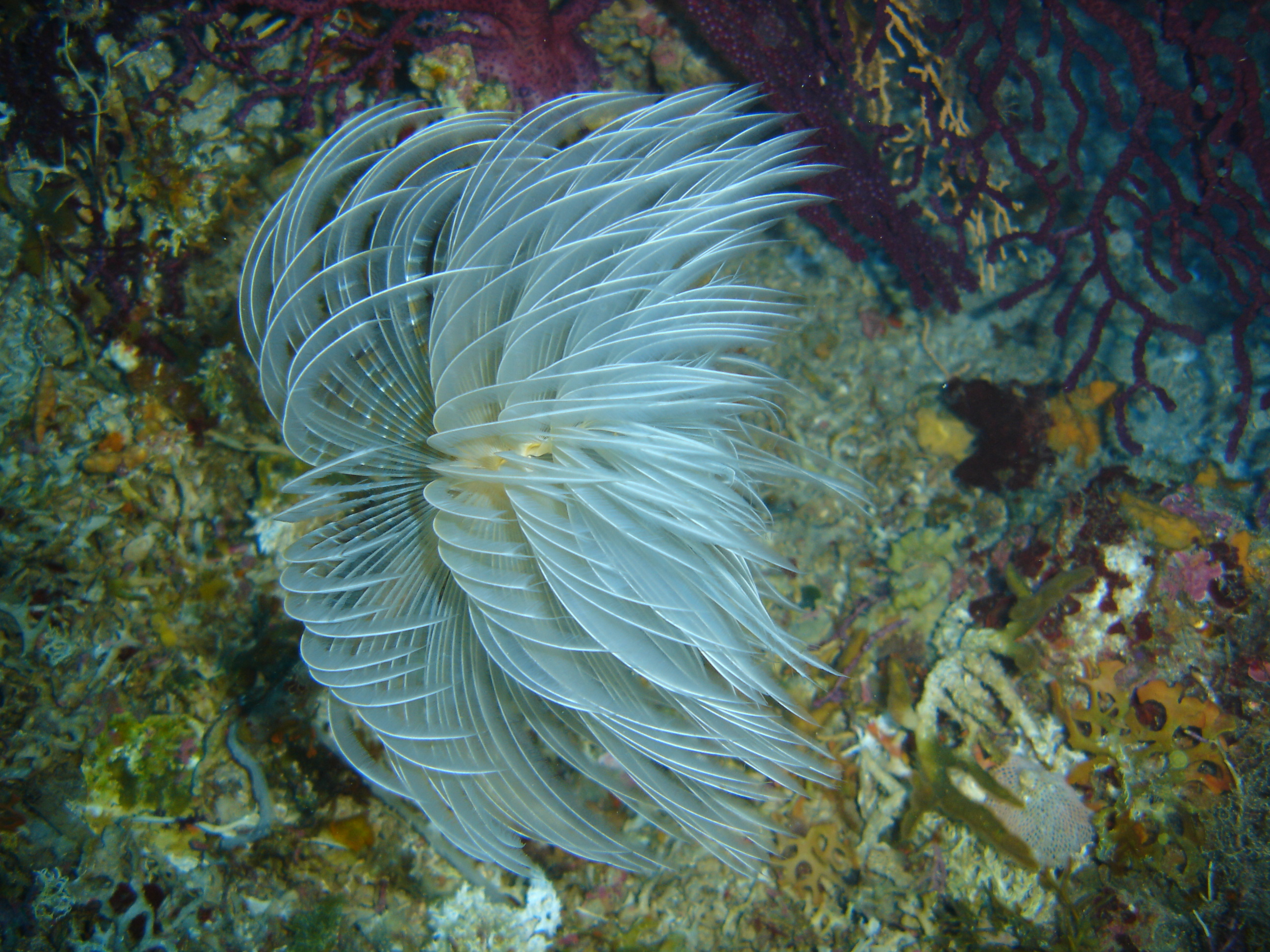

## Dottertaxa till Sabellidae, i alfabetisk ordning[1][2]
- Amphicorina
- Amphiglena
- Anamobaea
- Aracia
- Augeneriella
- Bansella
- Bispira
- Branchiomma
- Brandtika
- Brifacia
- Caobangia
- Chaponella
- Chone
- Claviramus
- Clymeneis
- Dasychone
- Demonax
- Desdemona
- Euchone
- Eudistylia
- Euratella
- Eurato
- Fabricia
- Fabricinuda
- Fabriciola
- Fabrisabella
- Glomerula
- Gymnosoma
- Hypsicomus
- Jasmineira
- Laonome
- Manayunkia
- Megalomma
- Monroika
- Myxicola
- Notaulax
- Novafabricia
- Oridia
- Oriopsis
- Othonia
- Panoumethus
- Panousea
- Parafabricia
- Parasabella
- Perkinsiana
- Potamethus
- Potamilla
- Potaspina
- Pothametus
- Pseudoaugeneriella
- Pseudobranchiomma
- Pseudofabricia
- Pseudofabriciola
- Pseudopotamilla
- Raficiba
- Sabella
- Sabellastarte
- Sabellina
- Sabellomma
- Sabellonga
- Sabina
- Schizobranchia
- Spirographis
- Stylomma
- Terebrasabella
- Trichosobranchella